# Fernando Negrão
Fernando Mimoso Negrão (Angola, 29 de novembro de 1955) é um jurista e político português.

## Biografia
Licenciado em Direito pela Faculdade de Direito da Universidade de Lisboa, foi oficial da Força Aérea Portuguesa, advogado e juiz.
Exerceu também os cargos de diretor-geral da Polícia Judiciária durante o XIII Governo Constitucional (1995-1999), chefiado por António Guterres, e de presidente do Conselho de Administração do Instituto da Droga e da Toxicodependência.
Foi Ministro da Segurança Social, da Família e da Criança do XVI Governo Constitucional, de Pedro Santana Lopes, entre 2004 e 2005.
Foi candidato do PSD nas eleições autárquicas de 2005 à Câmara Municipal de Setúbal e, nas eleições intercalares de 2007, à Câmara Municipal de Lisboa. Foi eleito Deputado à Assembleia da República, em 2009, 2011 e 2015; neste último ano candidatou-se à Presidência da Assembleia da República, perdendo para Eduardo Ferro Rodrigues. Foi novamente candidato do PSD à Câmara Municipal de Setúbal nas eleições autárquicas de 2021, perdendo para o candidato da CDU, André Martins, tendo sido eleito vereador para o mandato 2021-2025.
Foi Ministro da Justiça do efémero XX Governo Constitucional, de Pedro Passos Coelho, em 2015.
Foi eleito líder parlamentar do PSD em 2018, com apenas 39% dos votos.
Foi Vice-Presidente da Assembleia da Republica na XIV Legislatura. 

### Condecorações[3]
- Cruz com Distintivo Vermelho da Ordem Civil do Mérito Policial de Espanha (31 de agosto de 1999)
- Excelentíssimo Senhor Grã-Cruz da Ordem do Mérito Civil de Espanha (28 de novembro de 2016)

## Funções governamentais exercidas
- XVI Governo Constitucional
  - Ministro da Segurança Social, da Família e da Criança
- XX Governo Constitucional
  - Ministro da Justiça